# Hürrem Kadın
Hürrem Kadınefendi o Hürrem Kadın (en turco otomano: خارى الماكستاء القامعة‎; "feliz" o "Risueña", Moscú, Rusia, 6 de diciembre de 1692-Estambul, 25 de junio de 1760); también apodada como Hürrem Sultan, fue la cuarta esposa del sultán Ahmed III. y la madre de sus cinco hijos. Se convirtió en una de las consortes otomanas más famosas del Imperio Otomano gracias a su caridad y conservación de la naturaleza.

## Juventud
Nació como Diana Yekaterina Nazimova, hija de Alexander Nazimov y Maria Yefimova, el 6 de diciembre de 1692 en Moscú, recibiendo una excelente educación en su infancia. Su familia practicaba la fe cristiana oriental y conocida por ser muy rica. En 1701, cuando Diana tenía solamente nueve años, Moscú fue atacada por los turcos. Fue capturada y enviada como esclava de la madre del sultán otomano. A fines de 1701, ya estaba en el harén del sultán Ahmed III.

## Vida posterior
Al unirse al harén, Diana tuvo que convertirse al Islam y se le dio el nombre de Hürrem porque era tan temperamental, viva y alegre como la esposa del sultán Suleiman I, Hürrem Sultan. La joven en ese momento, atrajo la atención de la entonces Valide Sultan, Râbi'a Gül-Nûş Sultan, entre las concubinas del harén, para posteriormente dársela como regalo a su hijo. Según el libro del harén, Hürrem tenía cabello castaño rojizo, mejillas rojas, ojos azules, labios carnosos y era considerado dócil y alegre. Además, tenía un carácter maravilloso y todos la querían mucho. Dio a luz al sultán cinco hijos: Isa (1706), Selim (1707-8), Mehmed (1712-13), Abdullah (1719) y Orhan (1722). Hürrem era muy popular, hizo construir muchas mezquitas, tumbas, baños públicos, hogares para mujeres y niños pobres y mucho más. Desinteresada por la política, después de que sus cinco hijos murieran poco después del nacimiento cayo en desgracia y la enviaron al antiguo palacio (Eski Saray) junto con sus esclavas y sirvientas. El poeta otomano Seyh Ghalib declaró que la cuarta esposa del sultán, cuyo nombre era Hürrem, tuvo doce hijos, diez hijos y dos hijas, pero ninguno de ellos sobrevivió hasta la edad adulta. Después de la muerte de los niños, fueron enviados al antiguo palacio. Durante diez años, vivió con sus sirvientes en el antiguo palacio, y después de eso fue liberado de la esclavitud. Pero lo más fiable es que ella misma fue liberada de la esclavitud por el sultán y poco tiempo después de su liberación Hürrem regresó a Rusia, adquiriendo un palacio allí, donde hizo construir varias mezquitas y ayudó a la población musulmana local. 

## Descendencia
Junto con Ahmed III, Hürrem tuvo cinco hijos reconocidos:
- Şehzade Isa (23 de febrero de 1706 - 25 de mayo de 1706).
- Şehzade Selim (6 de septiembre de 1707 - 4 de mayo de 1708).
- Şehzade Mehmet (17 de octubre de 1712 - 15 de julio de 1713).
- Şehzade Abdullah (18 de diciembre de 1719 - 19 de diciembre de 1719).
- Şehzade Orhan (1722).

## Muerte
Murió el 25 de junio de 1760 en Moscú, cuando tenía 67 o 68 años. Su cuerpo fue llevado a Estambul y enterrado en la tumba del sultán Ahmed, donde también fueron enterrados sus hijos y más tarde el propio sultán.